# Heydər Əliyev
Heydər Əliyev, magyarosan Hejdar Alijev (azeriül: Heydər Əlirza oğlu Əliyev, oroszul: Гейда́р Али́евич Али́ев Gejdar Alijevics Alijev, angolos formában: Heydar Aliyev. 1923. május 10. – 2003. december 12.) azeri politikus, a KGB egykori vezérőrnagya, hazája harmadik elnöke volt. Halála előtt nem sokkal fia, İlham Əliyev követte az elnöki poszton.
1944-ben az azerbajdzsáni NKVD-ben kezdett dolgozni, majd a KGB-vé történő szervezést követően vezérőrnagyi rendfokozatig vitte. 1969-ben az Azerbajdzsáni Kommunista Párt első titkára lett és 1982-ig az Azerbajdzsáni Szovjet Szocialista Köztársaság vezetője volt. 1976-ban a Politbüro szavazati joggal nem bíró tagja lett, 1982-ig, mikor miniszterelnök-helyettesként a Minisztertanács tagja lett. Mihail Gorbacsov 1987-ben eltávolította a hatalomból. Ekkor Nahicsevánba utazott, majd 1993-ban puccsal megszerezte az elnöki hatalmat. Elnöklése alatt a kőolajtermeléssel beindította a gazdaságot, ugyanakkor személyi kultuszt épített ki és virágzott a korrupció.
Nevét viseli a bakui Heydər Əliyev Kulturális Központ és a Heydər Əliyev nemzetközi repülőtér.

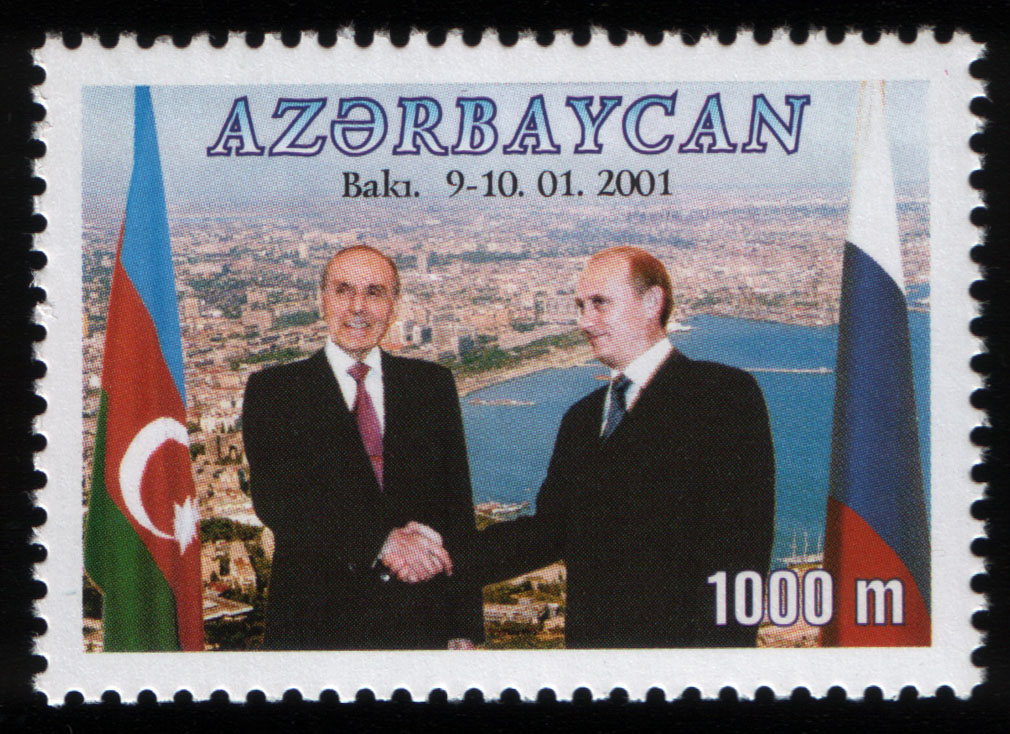
Əliyev Putyinnal egy 2001-es azeri postabélyegen